# Billy Devore
Louis „Billy” Devore (ur. 12 września 1910 w St. John, zm. 12 sierpnia 1985 w Indianapolis) – amerykański kierowca wyścigowy.

## Kariera
Jest synem Earla, kierowcy wyścigowego uczestniczącego w Indianapolis 500. Pracował jako mechanik. Przez ponad 20 lat uczestniczył w wyścigach samochodowych, głównie w sprintach. W 1936 roku zadebiutował w AAA Championship Car. W roku 1938 został sklasyfikowany na szóstym miejscu w klasyfikacji. Ogółem w serii AAA ścigał się do sezonu 1954, dwukrotnie zajmując miejsce w pierwszej piątce. W latach 1937–1954 rywalizował w wyścigu Indianapolis 500. W 1937 roku odniósł swój najlepszy wynik w tych zawodach, zajmując siódme miejsce. W roku 1948 wystartował pierwszym w historii Indianapolis 500 sześciokołowym samochodem.

## Wyniki
| Legenda oznaczeń w tabelach wyników Wyświetl szablon na nowej stronie | Legenda oznaczeń w tabelach wyników Wyświetl szablon na nowej stronie                                                                     |
| Oznaczenie                                                            | Wyjaśnienie |
| --------------------------------------------------------------------- | --- |
| Złoty                                                                 | Zwycięzca lub mistrzostwo |
| Srebrny                                                               | 2. miejsce lub wicemistrzostwo |
| Brązowy                                                               | 3. miejsce lub II wicemistrzostwo |
| Zielony                                                               | Ukończył, punktował (w klasyfikacji generalnej, gdy zdobył co najmniej jeden punkt na przestrzeni sezonu, poza trzema powyższymi opcjami) |
| Niebieski                                                             | Ukończył, nie punktował (w klasyfikacji generalnej, gdy nie zdobył co najmniej jednego punktu na przestrzeni sezonu)                      |
| Czerwony                                                              | Nie zakwalifikował się (NZ) |
| Czerwony                                                              | Nie prekwalifikował się (NPK) |
| Różowy                                                                | Nie ukończył (NU) |
| Różowy                                                                | Niesklasyfikowany (NS) (w klasyfikacji generalnej, gdy nie został sklasyfikowany w żadnym wyścigu sezonu)                                 |
| Czarny                                                                | Zdyskwalifikowany (DK) |
| Czarny                                                                | Wykluczony (WYK/EX) |
| Biały                                                                 | Nie wystartował (NW) |
| Biały                                                                 | Kontuzjowany (K/INJ) |
| Biały                                                                 | Wyścig odwołany (OD/C) |
| Bez koloru                                                            | Został wycofany (WYC/WD) |
| Bez koloru                                                            | Nie przybył (NP/DNA) |
| Bez koloru                                                            | Nie brał udziału w treningach (NT/DNP) |
| Bez koloru                                                            | Nie został zgłoszony (–) |
| Pogrubienie                                                           | Start z pole position |
| Kursywa                                                               | Najszybsze okrążenie wyścigu |
| †                                                                     | Nie ukończył, ale jego rezultat został zaliczony ze względu na przejechanie więcej niż 90% dystansu wyścigu.                              |
| *                                                                     | Sezon w trakcie |
| 1/2/3                                                                 | Punktowana pozycja w sprincie kwalifikacyjnym                                                                                             |
| Lista systemów punktacji Formuły 1                                    | |

### Indianapolis 500
| Rok  | Nadwozie     | Silnik      | Start | Wynik | Uwagi        |
| ---- | ------------ | ----------- | ----- | ----- | ------------ |
| 1937 | Miller       | Miller      | 14    | 7     |              |
| 1938 | Stevens      | Offenhauser | 30    | 8     |              |
| 1939 | Weil         | Duray       | 33    | 10    |              |
| 1940 | Shaw         | Offenhauser | 32    | 21    |              |
| 1941 | Stevens      | Offenhauser | 8     | 19    | korbowód     |
| 1946 | Wetteroth    | Offenhauser | 31    | 10    | przepustnica |
| 1947 | ?            | ?           | NZ    |       |              |
| 1948 | Kurtis Kraft | Offenhauser | 20    | 12    |              |
| 1949 | ?            | ?           | NZ    |       |              |
| 1950 | Scopa        | Offenhauser | NZ    |       |              |
| 1954 | Kurtis Kraft | Offenhauser | NZ    |       |              |

### Formuła 1
W latach 1950–1960 wyścig Indianapolis 500 był eliminacją Mistrzostw Świata Formuły 1.
| Rok  | Zespół                 | Samochód          | Silnik         | Wyniki w poszczególnych eliminacjach | Wyniki w poszczególnych eliminacjach | Wyniki w poszczególnych eliminacjach | Wyniki w poszczególnych eliminacjach | Wyniki w poszczególnych eliminacjach | Wyniki w poszczególnych eliminacjach | Wyniki w poszczególnych eliminacjach | Wyniki w poszczególnych eliminacjach | Wyniki w poszczególnych eliminacjach | Pkt. | Msc. |
| ---- | ---------------------- | ----------------- | -------------- | ------------------------------------ | ------------------------------------ | ------------------------------------ | ------------------------------------ | ------------------------------------ | ------------------------------------ | ------------------------------------ | ------------------------------------ | ------------------------------------ | ---- | ---- |
| 1950 |                        |                   |                | Wielka Brytania                      | Monako                               | Stany Zjednoczone                    | Szwajcaria                           | Belgia                               | Francja                              | Włochy                               |                                      |                                      | 0    | NS   |
| 1950 | Joe Scopa              | Scopa             | Offenhauser R4 | -                                    | -                                    | NZ                                   | -                                    | -                                    | -                                    | -                                    |                                      |                                      | 0    | NS   |
| 1954 |                        |                   |                | Argentyna                            | Stany Zjednoczone                    | Belgia                               | Francja                              | Wielka Brytania                      | Niemcy                               | Szwajcaria                           | Włochy                               |                                      | 0    | NS   |
| 1954 | Youngstown White Truck | Kurtis Kraft 3000 | Offenhauser R4 | -                                    | NZ                                   | -                                    | -                                    | -                                    | -                                    | -                                    | -                                    | -                                    | 0    | NS   |